# 破門
破門（はもん）は、
1. 仏教において、僧が所属する教団や宗派から追放されること。僧として受ける最も重い罰とされる。波羅夷（はらい）にあたる[1]。大乗仏教ではあまり聞かず、上座部仏教ではさかんに行使された。
2. キリスト教の一部教派およびユダヤ教において、異端的信仰をもつ信者になされる措置である教会戒規のひとつ。中世にはさかんに行われた。
3. 芸道や武道の世界で、弟子が師匠、宗家、家元などによってその流派を追放されること。仏教の破門からの転用。
4. ヤクザ世界において、組の構成員がその組織から追放となる処分の一種。

## ユダヤ教
ユダヤ教の破門は、呪いおよび共同体からの追放という形を取る。呪いの対象は追放者のみならず、今後、追放者と関わった場合の共同体の成員を含むため、破門は追放者のみならず他の共同体成員への禁止効果をも持つ。

### スピノザ
ユダヤ教からの破門者として有名なのはスピノザである。
アムステルダムのユダヤ人共同体におけるスピノザの破門状には、
とある（原文で使われていた当時の単位系を置き換えた）。

## キリスト教
キリスト教における破門も、原義においては強い呪い（アナテマ）の意を持つ。具体的には領聖や秘跡（機密）に与るなど、信者に与えられている教会内での宗教的権利を無期限に停止することを意味する。また破門された者と交流を持つことは基本的に禁止される。この結果、単に宗教的意味でだけではなく、中世のアジール権など教会が信者に与えた世俗的保護も一切受けられなくなるため、中世から近世にかけて破門は社会からの追放に等しい意味を持った。また破門者は教会の墓地に葬られることができない。破門は教会の決定事項であり、破門を行うものは教会に属する聖職者に限られる。
古代の公会議では、異端とされた神学者が教会から破門された。教義の違いをめぐる争いがおこるときには、論争の当事者双方が互いを異端として告発することがまま起こるが、これが聖職者同士のとき、時に相互破門と呼ばれる状態が起こる。11世紀のローマ・カトリック教会と東方正教会の分裂は、双方の最高責任者であるローマ教皇とコンスタンティノポリス総主教の相互破門である。
ローマ・カトリック教会では破門にも幾つかの段階があり、もっとも大きな処分は大破門と呼ばれ、聖職者が公衆の目前で破門宣告を行った。近代における有名な破門の例にはマルティン・ルターやジョルダーノ・ブルーノの破門がある。東方正教会ではトルストイが、晩年の著作が無神論的であるとの理由でロシア正教会から破門されている。
中世における破門は、教皇の対立者に対する対抗、攻撃としての色を持つ。その最たるものがカノッサの屈辱（1077年）と呼ばれる神聖ローマ帝国皇帝ハインリヒ4世を破門した事例であり、これにより教皇権の優位性が示された。当時においては破門されること自体が権威に影を落とす大きな要因となりえたのである。そして、破門されることによる権威の失墜は、諸侯の力が強かった当時において諸侯を従わせることが難しくなる非常に大きな問題であった。
しかし14世紀に入り王権が強化され、さらに十字軍の失敗により教皇権に陰りが出るようになる。フランス王フィリップ4世と教皇ボニファティウス8世の対立において、ボニファティウス8世は破門をもってフィリップ4世に抵抗しようとしたが逆にフランス側に襲撃され、解放されるもその直後に憤死した（アナーニ事件）。さらにアヴィニョン捕囚により教皇がフランス王の傀儡となると、その権威はさらに失墜した。ただし、これ以後破門が効力をなさなくなったかといえばそうではなく、ある程度の力は有しており、1526年には教皇クレメンス7世が対立関係にあった神聖ローマ帝国皇帝カール5世に与するフェラーラ公アルフォンソ1世を破門し幽閉する（ただしこれはローマ略奪を招くこととなった）など、対抗措置として行われた事例は存在し、一定の効果をあげている。
現在のローマ・カトリック教会法にも破門の規定はあるが、実際に信者に行われることはほとんどない。まれに聖職者に対して破門処分が行われることがあるに留まり、たとえばローマ教皇庁が2006年5月4日に中国政府公認の宗教団体中国天主教愛国会がローマ教皇の意向を無視して任命した司教2名を破門した例などがある。
教皇ヨハネ・パウロ二世が1995年に出した回勅『いのちの福音』は、いのちの福音がイエス・キリストの教えの中核であり、神の永遠の律法は「殺してはならない」と命じていると教える。人工妊娠中絶は殺人であり、1917年の教会法典は、中絶の罪に対し自動破門とされる伴事的破門制裁を定めているが、改定された教会法典でもこの規定は有効であり、中絶した者と、手助けした者が破門されることを確認している。
教皇フランシスコは犯罪組織、特にマフィアに対して強い姿勢で臨んでおり、神を冒涜する存在だと非難している。2014年には「マフィアのように悪の道を歩む者たちは、神に属すことはない。彼らは破門される。」と言及している。
プロテスタントで破門に相当するのは戒規である。

## イスラム教
イスラム教では信仰を捨てることが禁止されているが、これは裏を返せばイスラム教徒を破門する（＝信仰を捨てさせる）ことも禁止されているということになる。このため、イスラム教には破門は存在しない。

## 武道
武道の世界では、門弟が流派から追放されることを破門と呼ぶ。破門になると、師匠との師弟関係は解消され、それまで門弟に授与された免許や段位も剥奪されるのが一般的である。一度破門になると、通常は二度とその流派に戻ることはできないが、師匠から許しが出ると復帰を認められる場合もある。
例えば、柔道家がアメリカのプロレスラーと対決した1921年（大正10年）のアド・サンテル事件では、柔道開祖・嘉納治五郎は出場した柔道家を破門にして段位も剥奪したが、のちに許して復帰を認めた例などがある。また、柔道家・徳三宝も嘉納より破門になったが、のちに許されて復帰している。
剣道（全日本剣道連盟）では、破門に相当する処置として、会員の除名や資格停止処分がある （一般財団法人全日本剣道連盟定款）。その場合、綱紀委員会の決定により、称号・段級位の返上もしくは剥奪が行われる可能性がある。

### 角界

#### 概要
大相撲の世界では師匠より破門された力士はほぼ全てが引退及び公益財団法人日本相撲協会からの離脱（かつての廃業）を余儀なくされる（例:第60代横綱双羽黒光司）。一方で現役を引退し親方となった元力士に対する破門は必ずしもそうなるとは言えない。これには部屋または一門からの破門と協会からの破門、即ち解雇や除名といった賞罰規定に基づく懲戒処分により協会を去らなければならなくなるケースの2つがある。

#### 部屋からの破門
部屋からの破門としては12代阿武松（元関脇・益荒雄）が師匠の押尾川（元大関・大麒麟）に無断で独立を画策したとして押尾川部屋から破門され、同じ二所ノ関一門の大鵬部屋に移籍後、独立した例がある。

#### 一門からの破門
一門からの破門としては過去には九重が後継者争いに敗れ独立を申し出て出羽海一門から破門され高砂一門に移籍、最近では高田川部屋の先代師匠（前の山）が高砂一門の推薦を受けることなく理事に立候補（当選）して破門され、2011年1月に現師匠（元関脇安芸乃島）が現役時に所属していた二所ノ関一門に加入するまで無所属となっていた例がある（なお、現高田川も千田川親方時代に師匠の一代年寄・貴乃花（元横綱）と指導方針を巡り対立して貴乃花部屋を事実上破門され、無所属である高田川部屋に移籍していた経験がある。その後貴乃花部屋が後述の理由により二所ノ関一門を離脱した為、師匠自身の二所ノ関一門復帰が可能となった）。

#### 貴乃花支持グループの破門
2010年（平成22年）1月の理事選挙を巡っては二所ノ関一門の総意に反して理事選挙への立候補を明言した一代年寄・貴乃花（元横綱）が一門を「離脱」したが、その後、貴乃花親方を支持する間垣（元横綱二代目若乃花）、音羽山（元大関・貴ノ浪）、大嶽（元関脇・貴闘力）、阿武松、常盤山（元小結・隆三杉）、二子山（元十両・大竜）の6人の親方が事実上、二所ノ関一門から破門された。但し、同一門の幹部自らは「破門」という言葉は使ってはおらず、総意に従わないものが一門を「離脱」したというのが表向きの理由である。しかし、6人の親方は自ら望んで一門を離脱したわけではないので、一門からの事実上の「破門」として当人たちは受け止め、世間でもそう解釈された。

#### 相撲協会からの破門
2007年10月、15代時津風（元小結・双津竜）が、同年6月に部屋で発生した弟子の暴行死事件に関与したとして、日本相撲協会から解雇された（事実上、日本相撲協会からの「破門」と見做される）。

## 芸道
芸道の世界において、門弟が家元や師匠の意思により流派から追放されることを破門と呼び、同時に信頼関係が破綻したことによる意味も兼ねる。茶道、華道など芸道には記述が見られるが、落語界にも記述がしばしば見られ、家伝の場合、破門と勘当を同時に行うことがある。

### 能楽
能楽の世界では、1921年（大正10年）、観世流宗家24世・観世元滋が梅若一門（梅若六郎家、梅若吉之丞家、観世鐵之丞家）を破門にした事件がある（いわゆる観梅問題）。能楽はもともと武家の式楽だったので、江戸時代には幕府や各地の大名家の庇護を受け、各流派はそれぞれ扶持をもらっていた。観世流は江戸幕府の庇護を受けていたので、明治維新後、徳川宗家が駿府に隠棲すると、観世宗家の22世・観世清孝はこれに義理立てして静岡へ移住し、東京は分家の観世銕之丞家の五代目・観世紅雪と初世・梅若実（52世・六郎）が預かる形になった。その間、観世銕之丞家と梅若家は独自に免状を発行するなどの家元同然の活動を行い、観世宗家が東京に戻ってくると、免状発行権の返還を巡って両者は対立するようになる。この問題がこじれて、上述のように破門となった。破門後、梅若一門は新たに梅若流を興したが、その後梅若流も分裂して、最終的には昭和29年（1954年）、能楽協会の斡旋により梅若流は観世流に復帰してこの問題は収束した。

### 歌舞伎
歌舞伎の世界では、二代目市川段四郎（初代市川猿之助）が、師に無断で『勧進帳』の弁慶を演じたことが勘気にふれ破門となったが、のちに努力が認められて破門を解かれた例がある。近年の例では、四代目坂東薪車が師匠の五代目坂東竹三郎より破門となり名跡を失ったが、その後十一代目市川海老蔵に弟子入りして、四代目市川九團次として再出発した例がある。

### 落語
落語界においては師弟関係が確立されているが、生活態度や師弟や一門間の芸の方向性などを巡り、師匠の一存によりしばしば破門となる事例が多い。ただし破門後も他の師匠の門に移ったり、色物芸人などに転向するなどして芸能活動を続けることに制限は設けられていない。
- 1978年に起きた落語協会分裂騒動においては、既に師匠である六代目三遊亭圓生との関係が悪化しており、騒動の際に師匠に従わず落語協会残留を決めた三遊亭さん生、三遊亭好生の両名について、圓生は破門に加えて芸名の強制返却を言い渡した。これにより、さん生は五代目柳家小さんの客分に移り「川柳川柳」に、好生は八代目林家正藏（彦六）の客分に移り「春風亭一柳」にそれぞれ改名した。
- また、この騒動では十代目金原亭馬生門下であった古今亭志ん駒が落語三遊協会に参加したため、破門されている。ただし、この破門については同じく三遊協会に参加した馬生の実弟である古今亭志ん朝の身を案じた馬生が、志ん駒の人柄を見込んだうえで志ん朝をサポートする意味で送り込んだものとされ、形式的な破門であったとされる。その後、志ん朝は三遊協会からほどなく落語協会に復帰し、志ん駒も志ん朝門下となった。
- 分裂騒動以降の落語協会の混乱から、立川談志は落語協会を脱退したことで師匠の五代目柳家小さんから破門を言い渡されているが、その談志が創設した落語立川流では「上納金未納」が破門理由として制度化されていた。実際に立川志っ平（のちに十代目桂文治門下を経て柳家蝠丸門下に移り、柳家小蝠）や立川小談林（のちにヴァイオリン漫談家のマグナム小林）などのように、上納金滞納の理由により破門となった弟子も複数人存在する。
- 落語立川流では他にも、2002年5月に「二つ目への昇進意欲が感じられない」として、談志の直弟子の前座6名（談修、キウイ、志加吾、談号、談大、談吉）が一斉に破門になる騒動が起きている。この際に前座が1名になってしまい、復帰試験が行われるなどして数名が前座として復帰したが、志加吾と談号は名古屋を拠点とする雷門小福の門下に移っている（志加吾は雷門獅篭、談号は雷門幸福とそれぞれ改名）。落語立川流は昇進基準に厳しいこともあり、特に談志、立川談春一門からの破門者が多くみられる。
- 落語立川流に所属していた二代目快楽亭ブラックは、金銭問題などから立川流を2005年に自主退会しているが、事実上の破門に近く、師匠の談志が信頼を寄せていた当時立川流顧問の吉川潮の意向が強く反映されたものとされている。ブラックはその後フリーランスの落語家として活動しているが、退会時に所属していたブラック門下の弟子はすべて立川流所属の別の師匠門下に移籍している。
- 八代目正藏（彦六）に至っては、弟子の初代林家照蔵（のち五代目春風亭柳朝）に対し、破門を言い渡すことが日常茶飯事であったという。同じく弟子であった林家木久扇（初代林家木久蔵）は37回、三遊亭好楽（正蔵門下当時林家九蔵、彦六死後に五代目三遊亭圓楽門下に移籍）は23回破門を言い渡されたという。ただし、彦六の直情的な性格もあり、弟子が失敗をするたびに破門を言い渡されていては、謝ればすぐに許されていたという。
- 伊集院光の場合は六代目三遊亭円楽（入門当時・三遊亭楽太郎）の門下時代に「三遊亭楽大」として活動中に、伊集院光の名でラジオ番組出演する一方、それが一門に露呈し問題となり、表向きは「破門」と言う形で自主廃業した。しかし当時から伊集院を擁護していた円楽はその後も身内として扱っており、師弟関係も継続した。
- 笑福亭鶴光の弟子だった嘉門タツオ（当時は笑福亭笑光）の場合は、師匠へ一切報告せず落語以外の新しい仕事を増やし、自身がやりたい事と落語家の弟子と言う立場が乖離し、師匠と仕事観を巡って対立して反旗を翻して破門を言い渡された。鶴光もラジオなどで活躍するタレントでもあったが、鶴光の師匠であった六代目笑福亭松鶴から苦言を呈された（鶴光自身も松鶴から何度も破門を宣告されたことがあった）こともあって、落語家として活動が増えていくとともに、落語家としての仕事観に対しては厳しい一面を見せている。もっとも笑光自身が鶴光やその妻、兄弟子の笑福亭學光に対し反抗的な態度をしばしば取っていた事も破門の一因となっている。

- 三代目柳亭小痴楽（当時は桂ち太郎）の場合は、度重なる寝坊や遅刻癖が原因で預かり師匠であった桂平治（のちの十一代目桂文治）から破門された。本人は当初は廃業を決意していたが、師匠の平治や仲介に入った三遊亭小遊三などから説得や話し合いを経て、実父である五代目柳亭痴楽の門下に移り、さらに父の死後は柳亭楽輔門下でその後、真打となった。かつての師匠であった文治とは現在も良好な関係が続いている。

同様に文治の門下であった立川志ら門（当時はしゃも治）も言い渡されていた謹慎を破って外出したため破門され、その後立川志らく門下に移籍し、落語家として活動を再開した。志ら門も同様にかつての師匠である文治と（現・師匠の志らくも加わった）落語会を何度か開いているなど、こちらも関係は良好である。
師弟関係の悪化による破門で、関係がその後修復されずに事態が悪化したケースも存在する。
- 吉原馬雀（前名は三遊亭天歌）の例では、元師匠の四代目三遊亭圓歌による度重なるパワーハラスメントをメディアに告発したことで落語協会を巻き込む形でトラブルに発展、事案の発覚から半年後に破門（師弟関係の終了）となったが、師匠の積年の行為に対して慰謝料を求める民事訴訟を提起する事態に至り、馬雀（元・天歌）側が勝訴している。なお、馬雀は破門のため一時本名名義で協会に籍を置いていたが、その後四代目吉原朝馬門下に移籍し、落語家としての活動を再開している。

この一件が契機となり、両者が所属する落語協会では「師弟関係の問題には直接介入できる立場にはない」としつつも、落語界におけるハラスメント行為を防止する観点から相談窓口設置や講習会の実施などの対策を打ち出す方針を示している。

### 芸能界
師弟間でのその芸事についての考え方が違う場合に異端として破門されることが多いが、ただ単に芸事や生活に対して怠惰であり、流派を名乗るにふさわしくない場合にも破門の適用が考えられる。マネージャーと芸人の仲で交際していた正司敏江・玲児が、師匠の正司歌江から破門された例がこれに該当するが、敏江・玲児は数年で許され元の鞘に納まっている。

宗教的な破門とは異なり、破門されたものの活動が致命的に阻害されないケースも多く、破門された弟子が他の流派に鞍替えしたり、場合によっては独自に活動を再開できることも多い。太平サブロー・シローの場合、松竹芸能から吉本興業への移籍をスムーズにするため表面上破門という形にしただけで、レツゴー三匹との師弟関係は継続している。
他方で、弟子が犯罪を起こし逮捕や書類送検された場合などに見られるが、師匠が破門するのと前後して所属していた芸能団体が除名などの形で処分した場合には、移籍や独立という形での第一線での芸能活動を継続できなくなり、芸を披露する舞台はもとより稽古の場所や同業者間の交遊関係も絶たれる事で、弟子が廃業に追い込まれたり、いわゆる第一線の場に長期間戻れなくなる事も多い。

## 将棋界
将棋棋士になるには日本将棋連盟会員の棋士を師匠として奨励会に入会する必要があるため、まずは棋士に入門して門下生となって師弟関係を築く必要がある。こうした将棋界で実際に破門された等が分かるものについては、小池重明などのケースのように、奨励会入会前で、後に知られるようになって手記などでのこる人物は存在した。
将棋界では「こうした手は師匠に破門される手」など、専らたとえ話で使用されることは多い。
他方で、加藤一二三は師匠南口繁一の死後に日本将棋連盟に申請して、師匠を変更した。これを俗に「逆破門」といわれることがある。

## ヤクザの破門
ヤクザ世界における懲罰の一つで、「絶縁」に次いで重い処罰。組に対する迷惑に対してなされ、組は破門した旨を義理回状により、関係の組に通知する。この義理回状（破門状）を受けた組織は、破門をされた者を客分としたり、結縁したり、商談、交際など一切のことについて相手としたりしてはならないこととされ、これを破ることは敵対行為とみなされる。
なお、組長個人が破門処分を受けることで、その組長が率いている組全体が破門されたとみなされることもある。

### 破門と絶縁の違い
破門と絶縁の差異は、破門には復縁の可能性があるのに対して、絶縁には建前上それがないという点にある。破門であれば交流のない他の組に移るなどしてヤクザ渡世を続けることもできる。このため義理回状の見出しである「破門」の文字を赤色で書く「赤字破門」（あかじはもん）が行われることがある。赤字破門は表面的には破門であるが、効果としては絶縁と同じになる。ただし、近年では赤字破門を受けた者が偽名を使って別の組に入ったり、初めから承知で赤字破門された者を受け入れる組も出てきている。
なお、対象者が破門と同時にヤクザの世界から去る場合は義理回状の見出しを『破門引退』と書くこともある。
しかし、捜査機関から目を付けられる恐れのある構成員を、組織防衛のため表面的に破門処分とする「偽装破門」がなされる場合もある。

### 抗争への発展
親組織から子組織に対して、又は組織間相互において破門ないし絶縁の処分が行われることは、ヤクザの世界においては一種の宣戦布告であり、そのまま抗争へと至ることが多い。

実際に起こった例として、1984年（昭和59年）から1989年（平成元年）まで続いた山口組と一和会の抗争（山一抗争）は、山口組総本部が一和会に対して出した義絶状と呼ばれる文書に端を発する。

また、山一抗争の終結直後に起こった五代目山口組総本部と竹中組の抗争（山竹抗争）は、総本部が竹中組組長ら4人について幹部一同の名義で「今後五代目山口組とは何ら関係なし」とする事実上破門の義理回状を出したことがきっかけとなっている。

近年では、六代目山口組総本部から分裂した初代神戸山口組に対して総本部が、また神戸山口組からさらに分裂した任侠山口組に対して総本部と神戸山口組が、それぞれ参加した組や幹部らを絶縁や破門などとする措置をとっている。